# الجدار الحديدي
الجدار الحديدي هو مقال نُشر في الصحافة الروسية في عام 1923 (وتتم الإشارة له كعقيدة عسكرية أيضا) وكتبه زيف جابوتنسكي، وهو صحفي يهودي ولد في روسيا باسم فلاديمير يفغينييفيتش زابوتنسكي وكان أحد قيادات الحركة الصهيونية، وقد كتب المقال بعد أن منع وزير المستعمرات البريطاني ونستون تشرشل الاستيطان الصهيوني على الضفة الشرقية لنهر الأردن، وأسس بعد هذا المقال الحزب التصحيحي الصهيوني.
توقع جابوتنسكي في مقاله إن العرب الفلسطينيين لن يوافقوا على وجود أغلبية يهودية في فلسطين، ورأى أن الاستعمار الصهيوني لفلسطين يجب إما أن يتوقف، أو أن يستمر بغض النظر عن السكان الأصليين لفلسطين، وهو ما يعني أن الاستيطان الصهيوني لا يمكن أن يستمر ويتطور إلا تحت حماية قوة مستقلة عن السكان الأصليين أو خلف جدار حديدي لا يمكن للسكان الأصليين اختراقه، وقال إن الحل الوحيد لإقامة الدولة اليهودية في أرض إسرائيل هو أن يقوم اليهود أولاً بإقامة دولة يهودية قوية، وهو ما من شأنه أن يدفع العرب في نهاية المطاف إلى التخلي عن "قادتهم المتطرفين"، الذين شعارهم "أبدا!"، وتمرير القيادة إلى من وصفهم "بالجماعات المعتدلة"، التي ستتقدم إلى اليهود باقتراح يقضي بالاتفاق على تنازلات متبادلة.
بعد أسبوع واحد من نشر المقال، نشر زيف جابوتنسكي كتابا بعنوان "أخلاق الجدار الحديدي" أكد فيه أن الأخلاق تأتي قبل كل شيء آخر، وأن الصهيونية بحسب ادعائه "أخلاقية وعادلة" لأنها تلتزم بالذات الوطنية باعتبارها مبدأًا مقدسًا يمكن أن يتمتع به العرب أيضًا.

## التأثير
انتقد الصهاينة المعتدلون مقال جابوتنسكي لتصميمه على ضروره استخدام القوة العسكرية، كما واجه زيف جابوتنسكي معارضة من حزب العمل الصهيوني المتأثر بالماركسية، والذي كان يقوده ديفيد بن غوريون. سعى حزب العمل إلى الوصول إلى الدولة بدون وسائل عسكرية، ولكنهم أيدوا في نهاية المطاف، استخدام القوة العسكرية للحفاظ على الدولة اليهودية. وعلى الرغم من أن تصميمه على استخدام القوة العسكرية لتعزيز الأهداف الصهيونية كان موضع استياء كل من الصهاينة المعتدلين والصهاينة في حزب العمل، إلا أن زيف جابوتنسكي لم يتخلى عن آرائه، ويرى البعض أن مقالته شكلت أسس فهم الصهيونية التحريفية، ولم تؤثر أفكارها على الصهاينة التحريفيين فحسب، بل على الحركة الصهيونية ككل.
في عام 2000 نشر المؤرخ اليهودي أفي شلايم كتابا بعنوان «الجدار الحديدي: إسرائيل والعالم العربي» قدم فيه لمحة موجزة عن خلفية وتاريخ زئيف جابوتنسكي. شرح آفي شلايم في كتابه أيضا مُثُل جابوتنسكي التحريفية الصهيونية. وفي تحليله لأعمال جابوتنسكي، أشار شلايم إلى ادعاء جابوتنسكي بأن الجهود الرامية إلى إقامة دولة يهودية سوف تتطلب مساعدة القوى الغربية الأوروبية. ويجد آفي شلايم في تحليله لمقال الجدار الحديدي أن أتباع جابوتنسكي اعتبروا الأفكار الواردة في المقال أساسًا للصهيونية التحريفية، ولكنه خلص أيضًا إلى أن المعنى الكامن وراء الأفكار التي ابتكرها جابوتنسكي لم يكن مفهومًا تمامًا، حتى من جانب أتباعه. شدد آفي شلايم كذلك على أن جابوتنسكي رأى أن فكرة الجدار الحديدي ليست الحل النهائي لإقامة دولة يهودية، بل مجرد وسيلة لإنهاء العداء العربي تجاه الحركة الصهيونية، وسيكون العرب الفلسطينيون، بحسب مزاعم جابوتنسكي، مطلعين على الحقوق الوطنية في الدولة اليهودية المشكلة حديثًا، ولم يغفل آفي شلايم الإشارة إلى أن طبيعة هذه الحقوق غامضة، على الرغم من اقتراح الحكم الذاتي السياسي للفلسطينيين العرب. ويؤكد شلايم في مقالته اعتراف جابوتنسكي بالهوية الوطنية العربية الفلسطينية، كما يؤكد اعتقاد جابوتنسكي بأن التدخل العسكري هو السبيل الوحيد لتحقيق الدولة اليهودية.
رأى آفي شلايم في كتابه أيضًا أن ما حدث على أرض الواقع هو ما أسس له جابوتنسكي في مقاله حول الجدار الحديدي بالضبط، غير أن القادة الإسرائيليين وقعوا في غرام مرحلة فرض الدولة اليهودية بالقوة وأضاعوا الكثير من الفرص التي رفضوا فيها التوصل لحلول واتفاقيات تحقق السلام حتى عندما كانت قيادات الفلسطينيين على الجانب الآخر مستعدة لذلك.

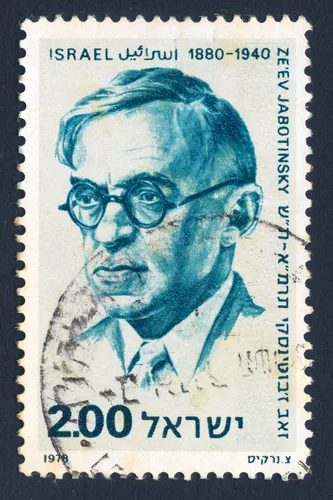
طابع بريدي لجابوتنسكي.

إلا أن نبيه بشير  يرى أن مفهوم "الجدار الحديدي" ليس مجرد أداة لتحقيق أهداف معينة، بل هو في الوقت نفسه الأداة والهدف، وهو ما يمنحه أهمية خاصة ويضمن استمراريته حتى يومنا هذا، إضافة إلى طابعه الغامض بطبيعة الحال. إذ يجمع جابوتنسكي في تعبير "الجدار الحديدي" بين أربعة مركبات أساسية:
- تحقيق أكثرية يهودية على ضفتي نهر الأردن.
- التحالف مع القوى الإمبريالية الكبرى لتعزيز ضعف المحيط العربي بشكل عام، والاعتماد على تلك القوى لإنشاء دولة يهودية على كامل الرقعة الجغرافية على ضفتي نهر الأردن.
- رفض التفاوض مع المحيط العربي عمومًا، والفلسطينيين خصوصًا، إلى حين "انعدام أي بصيص أمل" لديهم في التخلص من الكيان الاستيطاني الصهيوني.
- بناء قوة عسكرية هائلة تجعل من المستحيل على المحيط العربي وسكان البلاد العرب التغلب عليها أو مواجهتها.

## نتنياهو وعقيدة الجدار الحديدي:
يرتبط بنيامين نتنياهو، رئيس الوزراء الإسرائيلي، ارتباطًا وثيقًا بفكر زئيف جابوتنسكي، مؤسس "الصهيونية التصحيحية". هذا الارتباط يعود بجذوره إلى والده، بن صهيون نتنياهو، الذي كان مساعدًا شخصيًا لجابوتنسكي، مما شكّل الأساس لتوجهات بنيامين السياسية والفكرية.

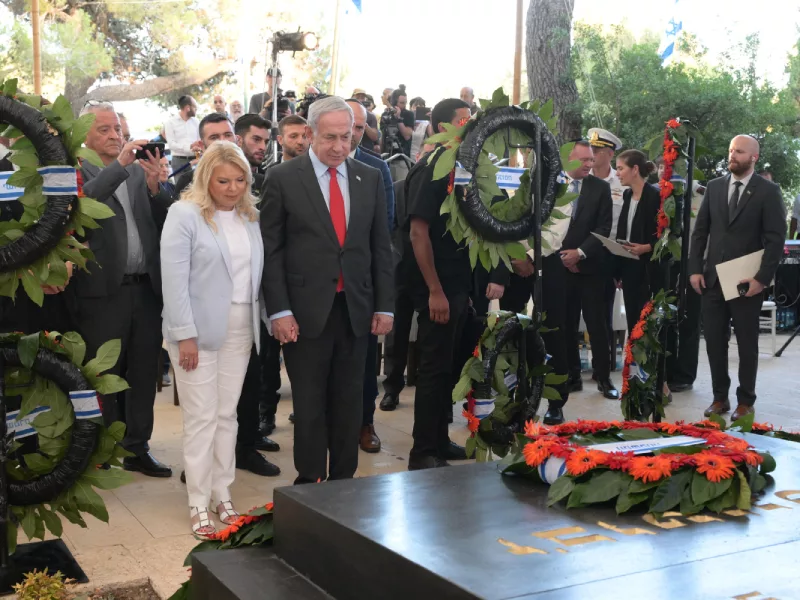
نتنياهو وزوجته سارة أمام قبر جابوتنسكي

في جلسة خاصة للهيئة العامة للكنيست لإحياء ذكرى جابوتنسكي (3 أغسطس 2016)، أكد نتنياهو  انتماءه إلى التيار الذي يسير على نهج جابوتنسكي، مشيرًا إلى: "من الصعب إدراك مدى إسهام جابوتنسكي في الثقافة العبرية والوعي القومي إسهاماته الكبيرة في تجديد قوة شعبنا للدفاع، وتعزيز مفهوم الجيش العبري، وترسيخ عقيدة الجدار الحديدي. حتى معارضوه السياسيون تبنوا هذه العقيدة، إذ بالكاد نجد اليوم أحدًا لا يتفق مع فكر جابوتنسكي."
وأضاف نتنياهو أنه ورث سياساته من والده، الذي تأثر مباشرة بجابوتنسكي، وأن هذه السياسات تتمحور حول مفهوم "تعزيز القوة". واختتم بقوله إنه يعتبر نفسه تلميذًا لجابوتنسكي، ويعمل على تطبيق أفكاره ومبادئه في الواقع.

## غزة والجدار الحديدي

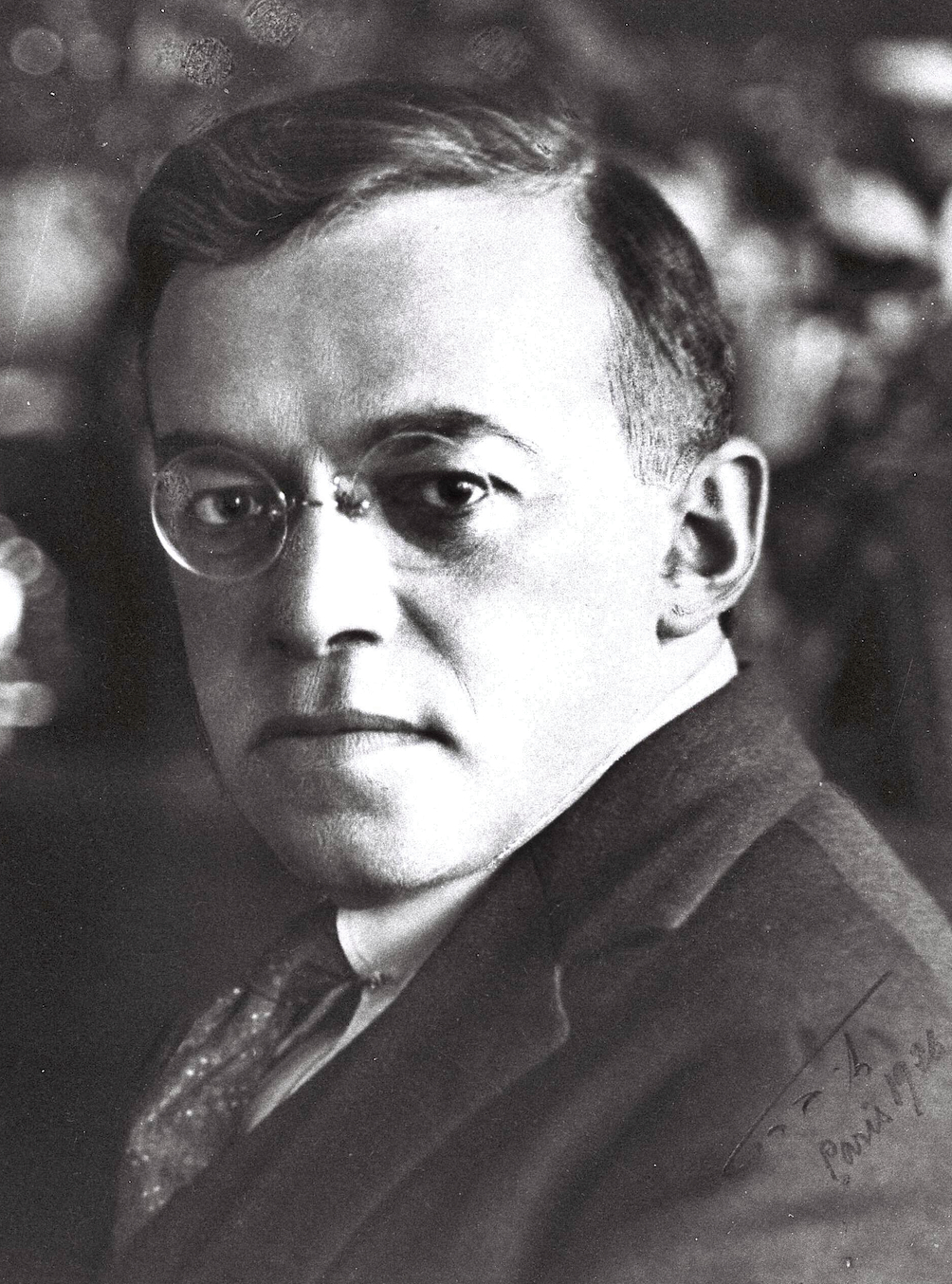
زئيف جابوتنسكي

في السابع من أكتوبر 2023، أعادت عملية "طوفان الأقصى" عقيدة "الجدار الحديدي" إلى صدارة النقاشات، حيث أبرزت محدودية هذه العقيدة في مواجهة ديناميكيات المقاومة الفلسطينية المتجددة. رغم التفوق التكنولوجي للجيش الإسرائيلي والدعم الغربي، خاصة من الولايات المتحدة، نجحت العملية بأساليبها المحدودة في زعزعة العقيدة العسكرية الإسرائيلية وتهديد أسس استراتيجياتها.
عقيدة "الجدار الحديدي"، القائمة على فرض قوة رادعة لإجبار الفلسطينيين على قبول الواقع القائم، واجهت اختبارًا حقيقيًا أمام قدرة المقاومة الفلسطينية على التكيف والابتكار. هذه العملية لم تكتفِ بإعادة تعريف مفاهيم القوة والضعف، بل أثارت أيضًا تساؤلات جوهرية حول جدوى العقيدة في ظل المتغيرات الجديدة، وتأثيرها المحتمل على استراتيجيات الصراع المستقبلية وإعادة تشكيل توازنات القوى في المنطقة.
ردًا على العملية، شنّ الجيش الإسرائيلي هجومًا غير مسبوق استخدم فيه عنفًا مفرطًا وصل إلى حد ارتكاب جرائم إبادة جماعية ضد الفلسطينيين في قطاع غزة. أسفر الهجوم عن مقتل عشرات الآلاف، وتدمير شبه كامل للبنية التحتية، إضافة إلى فرض حصار خانق أدى إلى تجويع السكان وحرمانهم من المياه، والكهرباء، والخدمات الأساسية. هذا الرد العنيف أكد استمرار إسرائيل في تكريس نهج "الجدار الحديدي"، ليس فقط كعقيدة عسكرية، بل كسياسة ثابتة لإدارة الصراع.
كما أن هذه العقيدة لم تقتصر على غزة فقط، بل تم توظيفها في لبنان فيما بعد، حيث اعتمدت إسرائيل على النهج ذاته في مواجهة المقاومة اللبنانية، ما يؤكد طابعها الشامل في الاستراتيجيات الإسرائيلية للتعامل مع المحيط العربي.
من جانب آخر، يرى سري عرابي أن قضية الأسرى الإسرائيليين في غزة وإهمال عودتهم تمثل خرقًا لمفهوم "الجدار الحديدي" الذي يعتبر أساس قوة المشروع الصهيوني. فبينما يرى البعض في إسرائيل أن استعادة الأسرى تعكس الالتزام بقيمة حياة اليهود، يعتبر المدافعون عن رؤية جابوتنسكي أن استخدام الأسرى كوسيلة لاستمرار الوجود الإسرائيلي يضعف هذا الجدار، ويعبر عن تراجع في مبدأ الصلابة والحزم الذي يشكل جوهر هذا المفهوم.
عقيدة "الجدار الحديدي" لجابوتنسكي، التي صاغها قبل قرن، لا تزال حجر الأساس في تشكيل السياسات الإسرائيلية. تبنتها كل الحكومات الإسرائيلية، سواء من اليمين أو اليسار، وأصبحت جزءًا من الوعي الجمعي الإسرائيلي، حيث تؤثر على النقاشات حول الاستيطان، والحرب في غزة، وترسيم الحدود. تعكس هذه النظرية إيمان جابوتنسكي بالقوة العسكرية كشرط لتحقيق السلام، وتجسدها أنظمة الدفاع الإسرائيلية مثل القبة الحديدية والشعاع الحديدي. إرث جابوتنسكي يظهر بقوة في الخطاب السياسي، المناهج الدراسية، والأدب، وحتى تسمية الشوارع والحدائق، مما يرسخ حضوره كشخصية تاريخية محورية في إسرائيل.

## اقتباسات من المقال
- "ليس ثمة مجال للحديث، لا في الحاضر ولا في المستقبل المنظور، عن تصالح بين سكان أرض إسرائيل العرب وبيننا يتحقق عن طيب خاطر".
- "من غير الممكن أبدًا الحصول على موافقة طوعية من سكان أرض إسرائيل العرب على تحويل أرض إسرائيل من بلاد عربية إلى بلاد ذات أغلبية يهودية".
- "كل شعب يحارب المستوطنين طالما بقي لديه بصيص أمل في التخلص من خطر الاستيطان، هكذا فعل سكان أرض إسرائيل العرب، وهكذا سيفعلون طالما بقي لديهم بصيص أمل".
- "إن استيطاننا—إما أن يتوقف وإما أن يتواصل ضد رغبة السكان الأصليين، وبمقدوره أن يتواصل ويتطور بحماية قوة مدافعة مستقلة عن السكان المحليين—جدار حديدي لن يكون بمقدور السكان المحليين اختراقه".
- "من الضروري إخضاع السكان الأصليين إلى أن يفقدوا أي بصيص للأمل في التغلب على الكيان الصهيوني الذي سيقام على ضفتي الأردن، إن كان ذلك من خلال بناء قوة قهر لا تقوى عليها شعوب المنطقة، أو من خلال إضعافها، أو كليهما معًا".
- "إن الطريق الوحيدة إلى مثل هذا الاتفاق هي الجدار الحديدي، أي تعزيز الحكم في أرض إسرائيل بحيث لا يكون معرضًا لتأثيرات عربية أيًا كانت، وأقصد الحكم الذي يحارب العرب ضده".
- "وبعبارات أخرى، من ناحيتنا، فإن الطريق الوحيدة نحو اتفاق مستقبلي تتجسد في الابتعاد التام عن جميع محاولات التوصل إلى اتفاق في الوقت الحاضر".
- "ليس معنى كل هذا أنه يجب عدم التفكير في إمكانية عقد اتفاق طوعي مع عرب أرض إسرائيل. ولكن طالما بقي لدى العرب بصيص من الأمل في التخلص، فلن يقايضوا أملهم هذا، لا مقابل بضع كلمات حلوة ولا مقابل رشيفة خبز مغذية مدهونة بالزبدة. ولذلك تحديدًا، لا يجوز اعتبارهم رعاعًا بل شعب، وحتى لو كان شعبًا متخلفًا إلا أنه شعب حي."